# NGC 4695
NGC 4695 (również IC 3791, PGC 43173 lub UGC 7966) – galaktyka spiralna z poprzeczką (SBbc), znajdująca się w gwiazdozbiorze Wielkiej Niedźwiedzicy. Odkrył ją William Herschel 24 marca 1791 roku.